# Paulo Mendes da Rocha
Paulo Archias Mendes da Rocha (Vitória, 25 de outubro de 1928 – São Paulo, 23 de maio de 2021) foi um arquiteto e urbanista brasileiro. Pertencente à geração de arquitetos modernistas liderada por João Batista Vilanova Artigas, Mendes da Rocha assumiu nas últimas décadas uma posição de destaque na arquitetura brasileira contemporânea, tendo sido galardoado no ano de 2006 com o Prêmio Pritzker, o mais importante da arquitetura mundial. Em 2010, recebeu o prêmio Arquiteto do Ano, concedido pela Federação Nacional dos Arquitetos e Urbanistas, umas das mais importantes da arquitetura nacional, pela sua excelência no ramo. Em 2016, venceu o prêmio Leão de Ouro, da Bienal de Veneza, Itália, na categoria arquitetura, pelo conjunto da obra. Em 2016, recebeu o Prêmio Imperial do Japão, um dos mais prestigiosos do mundo, cuja premiação acontece em Tóquio e pelo qual recebe quinze milhões de ienes (cerca de 480 mil reais) e uma medalha, entregue pelo príncipe Hitachi.
É autor de projetos polêmicos e que constantemente dividiam a crítica especializada, como o do Museu Brasileiro da Escultura e do pórtico localizado na Praça do Patriarca, ambos em São Paulo. Outro projeto muito criticado é o Cais das Artes, um conglomerado cultural com teatro, museu e outros construído nas margens da baía de Vitória (Espírito Santo). O projeto é uma "caixa de concreto aparente" com mais de 30 metros de altura que, além de não aproveitar a lindíssima vista evidente do Oceano, Baia, Morros e Monumentos Históricos, também impediu todo o bairro da Enseada do Suá a ver o Convento da Penha, cartão postal do Espírito Santo. 
Filho do Engenheiro Paulo Menezes Mendes da Rocha, que foi diretor da Escola Politécnica da USP.

## Biografia

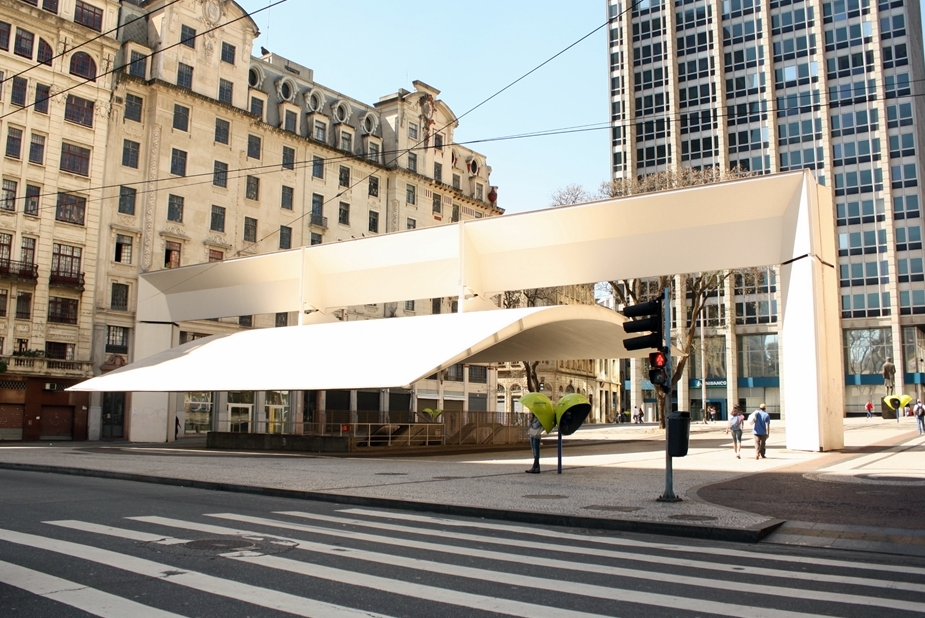
Pórtico e cobertura na Praça do Patriarca em São Paulo

Formou-se em arquitetura e urbanismo pela Faculdade de Arquitetura e Urbanismo da Universidade Presbiteriana Mackenzie, em São Paulo, em 1954, fazendo parte de uma de suas primeiras turmas. Nesse período essa faculdade ainda estava ligada a um modelo historicista de arquitetura e Mendes da Rocha passou a participar de um grupo de alunos interessados na arquitetura moderna (como Jorge Wilheim e Carlos Millan).
A arquitetura proposta por Vilanova Artigas o influenciou desde seu primeiro grande projeto, o ginásio do Club Athlético Paulistano. Já nessa primeira obra, Paulo projetou usando o concreto armado aparente, grandes espaços abertos, estruturas racionais, entre outros elementos que viriam a caracterizar a "Escola Paulista" supracitada.
Passou a lecionar na Faculdade de Arquitetura e Urbanismo (FAU) da Universidade de São Paulo (USP) em 1961, em meio a um intenso debate social promovido por professores e alunos. Discutiu-se naquele momento o papel social do arquiteto, o que não agradava o governo militar que se instaurou no país em 1964. Em decorrência disso, Paulo Mendes da Rocha teve seus direitos políticos cassados em 1969 junto com outros 65 professores da USP, e proibido de dar aulas.
Retorna à FAU-USP apenas em 1980, como auxiliar de ensino, e mantém-se nessa posição até 1998, quando torna-se professor titular, mesmo ano em que se aposenta compulsoriamente ao completar 70 anos de idade.
Desde então recebeu uma série de prêmios internacionais pela sua obra, realizada em várias partes do mundo, dentre os quais se destacam o Prêmio Mies van der Rohe para a América Latina pelo projeto de reforma da Pinacoteca do Estado de São Paulo (galardeado em 2001) e o Prêmio Pritzker (em 2006).
Paulo morreu em 23 de maio de 2021, aos 92 anos de idade, em um hospital de São Paulo devido a um câncer de pulmão.

## Prêmios e honrarias
- 2006 Prêmio Pritzker
- 2010 Prêmio Arquiteto do Ano - FNA
- 2016 Praemium Imperiale
- 2016 Leão de Ouro - La Biennale di Venezia
- 2017 Medalha de Ouro do RIBA
- 2021 Medalha de Ouro da UIA

## Obra arquitetônica

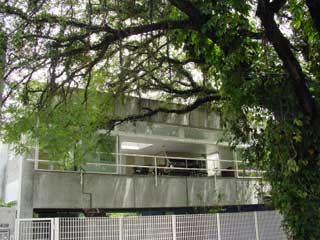
Fachada da casa Gerassi construída por Paulo Mendes da Rocha em São Paulo

A arquitetura de Paulo Mendes da Rocha costuma ser apontada como um exemplo paradigmático do pensamento estético que caracteriza aquilo que é chamado de Escola Paulista da arquitetura brasileira, uma linha de projeto que foi encabeçada pela figura de João Batista Vilanova Artigas e bastante difundida na Faculdade de Arquitetura e Urbanismo da Universidade de São Paulo, escola na qual Mendes da Rocha viria a ser professor. A Escola Paulista, apesar de bastante criticada nas últimas décadas pelo seu alto custo social e econômico, preocupava-se essencialmente com a promoção de uma arquitetura "crua, limpa, clara e socialmente responsável" (de uma certa maneira, influenciada pelos ideais estéticos do Brutalismo europeu), e apresentava soluções formais que supostamente permitiriam a imediata apreensão, por parte dos usuários da arquitetura, dos ideais de economia e síntese espacial expostos em seus elementos formais, dentro de um raciocínio que se convencionou chamar de verdade estrutural da arquitetura. Também caracteriza o movimento a procura de soluções formais que propiciassem a apresentação de um projeto de cidade ou de um projeto utópico na realidade interna do edifício.[carece de fontes?]

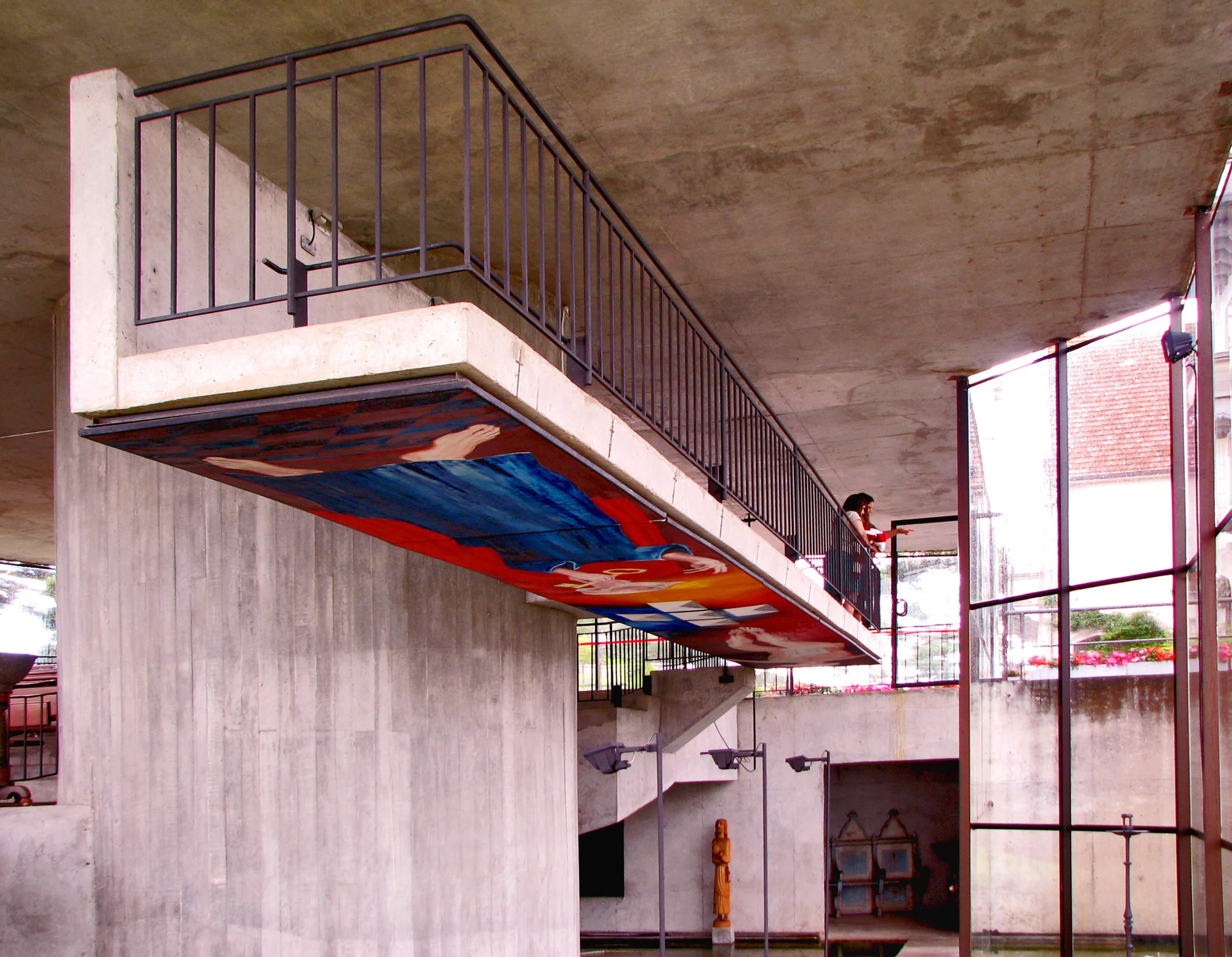
Interior da Capela de São Pedro Apóstolo, em Campos do Jordão (1987)

O gesto arquitetônico promovido por Paulo Mendes da Rocha, ou seja, as intenções projetuais que exprimem uma dada visão de mundo ou um certo desígnio, procuram cada um a seu modo propor também um suposto "projeto de humanidade", e tal ato evolui na medida em que sua carreira progride. Tal projeto, que não se resume a sua obra, é expresso também, genericamente, em toda a obra da Escola Paulista. Dado que tal gesto é, supostamente, sempre confiante, as obras de Paulo Mendes acabaram caracterizando-se por uma atitude rígida, certeira sobre o território: o arquiteto acredita que o domínio do sítio - seja através da mudança da topografia, de sua completa redefinição ou mesmo de uma mera ação sobre os fluxos de circulação do entorno - é um elemento fundamental na expressão do domínio e da integração do homem sobre e com a Natureza. Segundo suas palavras, "a primeira e primordial arquitetura é a geografia".
Sua obra também é dita por alguns como caracterizada por um "raciocínio de pórticos e planos". De fato, em vários de seus projetos, a plena configuração espacial se dá através de um rápido jogo estrutural, promovido pelo domínio compositivo de elementos construtivos tradicionais (pilares e vigas, assim como paredes simples e lajes). Os projetos nos quais mais se torna clara esta característica são os do Museu Brasileiro de Escultura, da loja Forma e de algumas residências. Apesar da influência visível dos já citados Mies van der Rohe e Artigas, Paulo Mendes da Rocha é aclamado por alguns como um legítimo mestre quando lida com esta linguagem.[carece de fontes?]
Foi distinguido com um doutoramento honoris causa pela Universidade de Lisboa em 20 de março de 2015 e pela Universidade Lusófona em 23 de Maio de 2017.
Recebeu a Medalha de Ouro da UIA de 2021.

### Cronologia

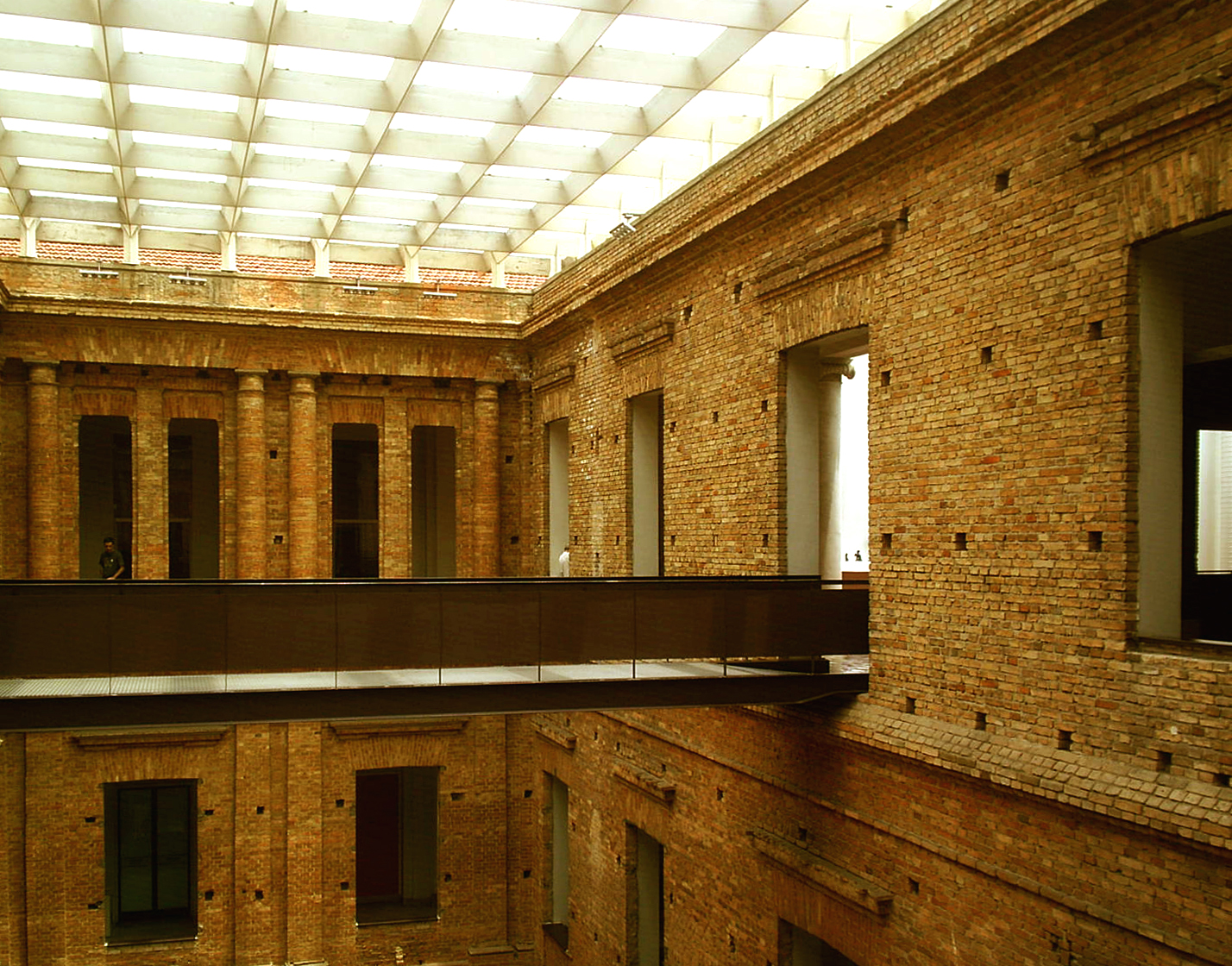
A intervenção arquitetônica na Pinacoteca do Estado de São Paulo valeu a Mendes da Rocha o prêmio Mies Van der Rohe para a América Latina

- 1957 - Ginásio do Clube Atlético Paulistano, São Paulo
- 1962 - Edifício Guaimbê, localizado na Rua Haddock Lobo no bairro dos Jardins em São Paulo
- 1964 - Casa Paulo Mendes da Rocha, São Paulo
- 1967 - Casa Masetti, São Paulo
- 1969 - Pavilhão brasileiro da Feira Internacional de Osaka, Japão, juntamente com Flávio Motta, Marcelo Nitsche, Carmela Gross, Jorge Caron, Júlio Katinsky e Ruy Ohtake, demolido
- 1970 - Casa Millan, São Paulo
- 1972 - Casa King, São Paulo
- 1975 - Estádio Serra Dourada em Goiânia, Goiás; Museu de Arte Contemporânea da USP (com Jorge Wilheim), São Paulo, não construído
- 1986/1995 - Museu Brasileiro da Escultura (MUBE), São Paulo

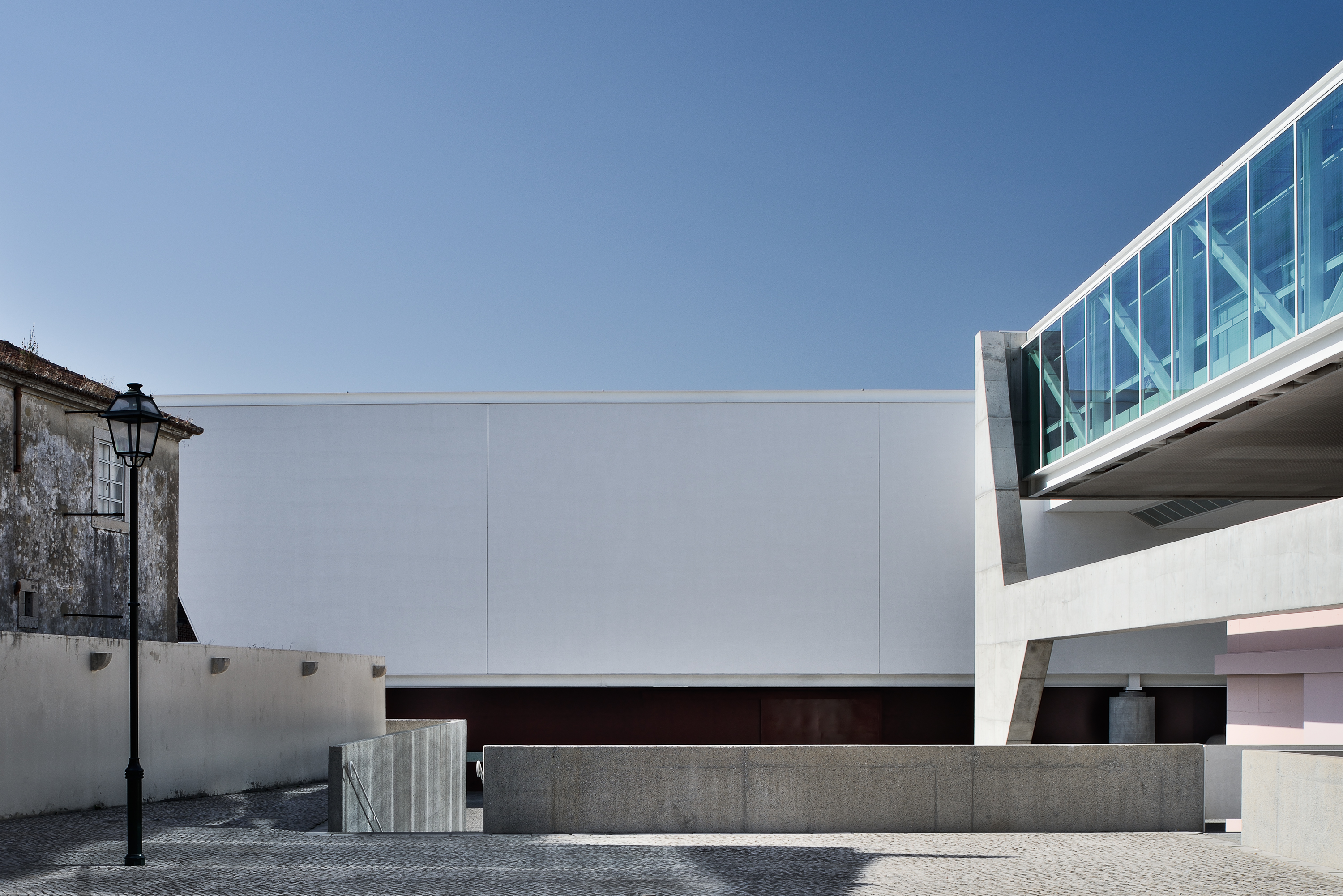
Museu Nacional dos Coches, 2015

- Museu Nacional dos Coches, 20151987 - Capela de São Pedro Apóstolo, construção anexa ao Palácio Boa Vista, Campos do Jordão
- 1989 - Museu de Arte de Campinas
- 1989/1990 - Casa Gerassi, São Paulo
- 1992-2000 - Reconfiguração da Praça do Patriarca, São Paulo
- 1993/1998 - Reforma da Pinacoteca do Estado de São Paulo, São Paulo
- 1996/1998 - Reforma do Centro Cultural da FIESP, São Paulo, com a colaboração dos escritórios MMBB e SPBR
- 1998 - Edifício do serviço estadual Poupatempo no bairro de Itaquera, em São Paulo, juntamente com o escritório MMBB.
- 2002 - Projeto para uma cobertura sobre a Galeria Prestes Maia, na Praça do Patriarca, São Paulo

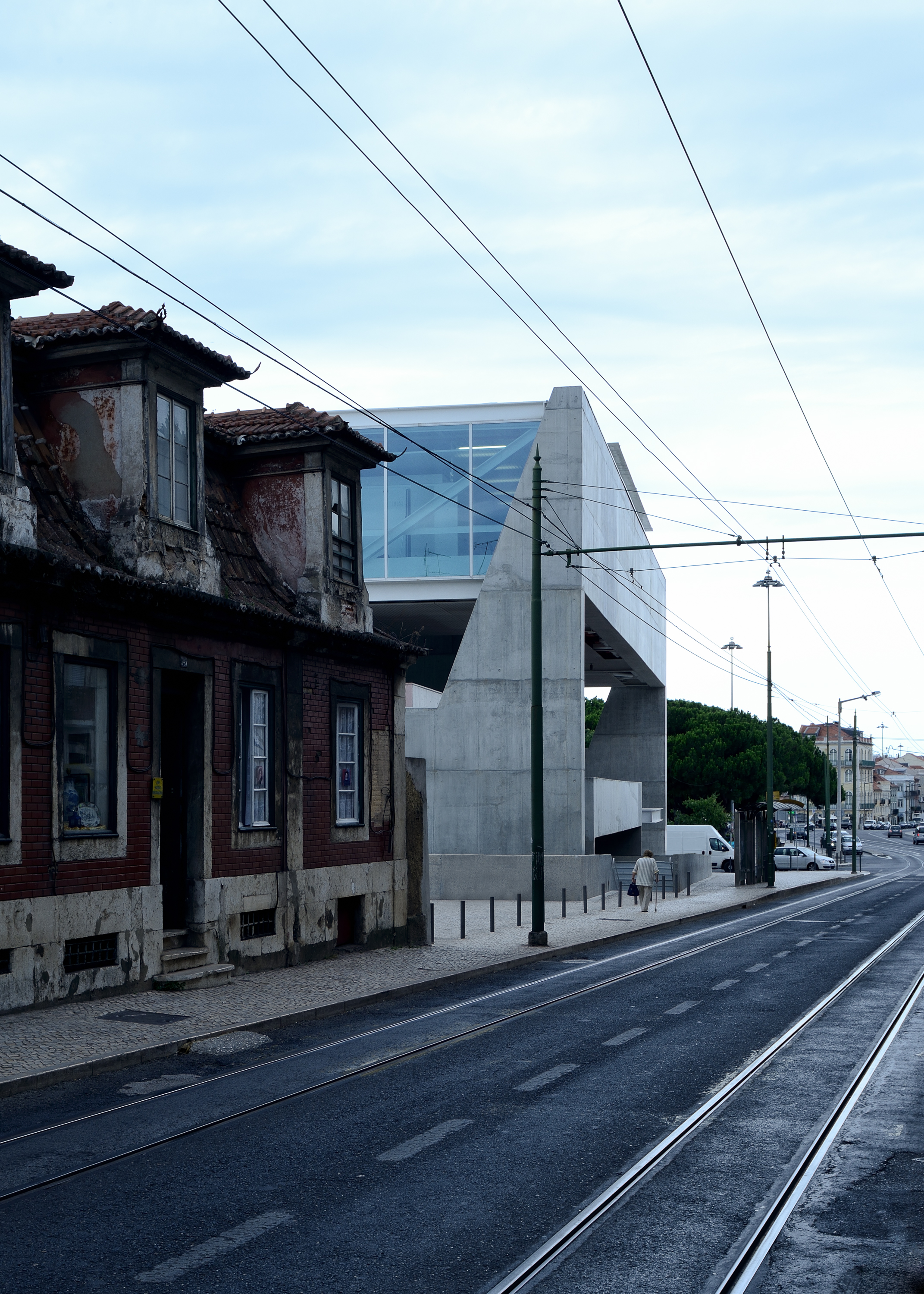
[https://www.monadebooks.com/books/m1?lang=pt Museu Nacional dos Coches

- Museu Nacional dos Coches2006 - Intervenção e reforma da Estação da Luz, em São Paulo e projeto do Museu da Língua Portuguesa naquele local
- 2008 - Novas instalações do Museu Nacional dos Coches nos terrenos das antigas Oficinas Gerais do Exército, na zona de Belém, em Lisboa.
- 2010 - Agraciado com a Ordem do Ipiranga, no grau de Grande Oficial, pelo Governo do Estado de São Paulo.[9]
- 2011 - Cais das Artes, Vitória
- 2017 - Sesc 24 de Maio (Inaugurado em agosto de 2017)
- 2017 - Casa do Quelhas, Lisboa

## Controvérsias

### Brasília

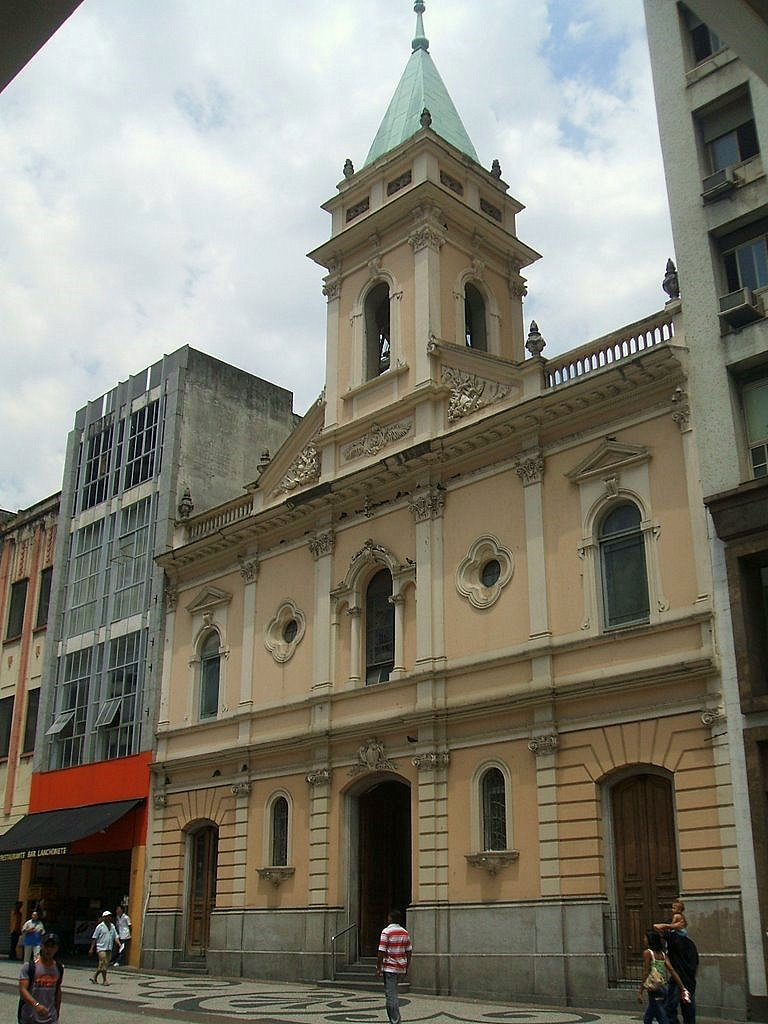
Fachada da Igreja de Santo Antônio, na Praça do Patriarca, em São Paulo, (2008)

O arquiteto foi publicamente contrário a construção de Brasília, em uma entrevista em 2016 declarou:

Não faz nenhum sentido. É um tropeço histórico. Não tem nada que ver com a obra do Niemeyer, que é altamente criativa. É a decisão política que, na minha opinião, é errada, dizer ao Rio de Janeiro que "aqui não é mais a capital". Eu não teria feito Brasília, se pudesse teria evitado sua construção.

### Praça do Patriarca (São Paulo)
A intervenção do arquiteto na Praça do Patriarca na cidade de São Paulo foi alvo de um processo em 2002. Segundo o Promotor de Justiça de Habitação e Urbanismo do Ministério Público Estadual, João Lopes Guimarães Júnior, a Igreja de Santo Antônio não poderia ter a vista da sua fachada obstruída por tal elemento arquitetônico por ser tombada. Entretanto, o processo não foi adiante.